# Arquidiócesis de Argel

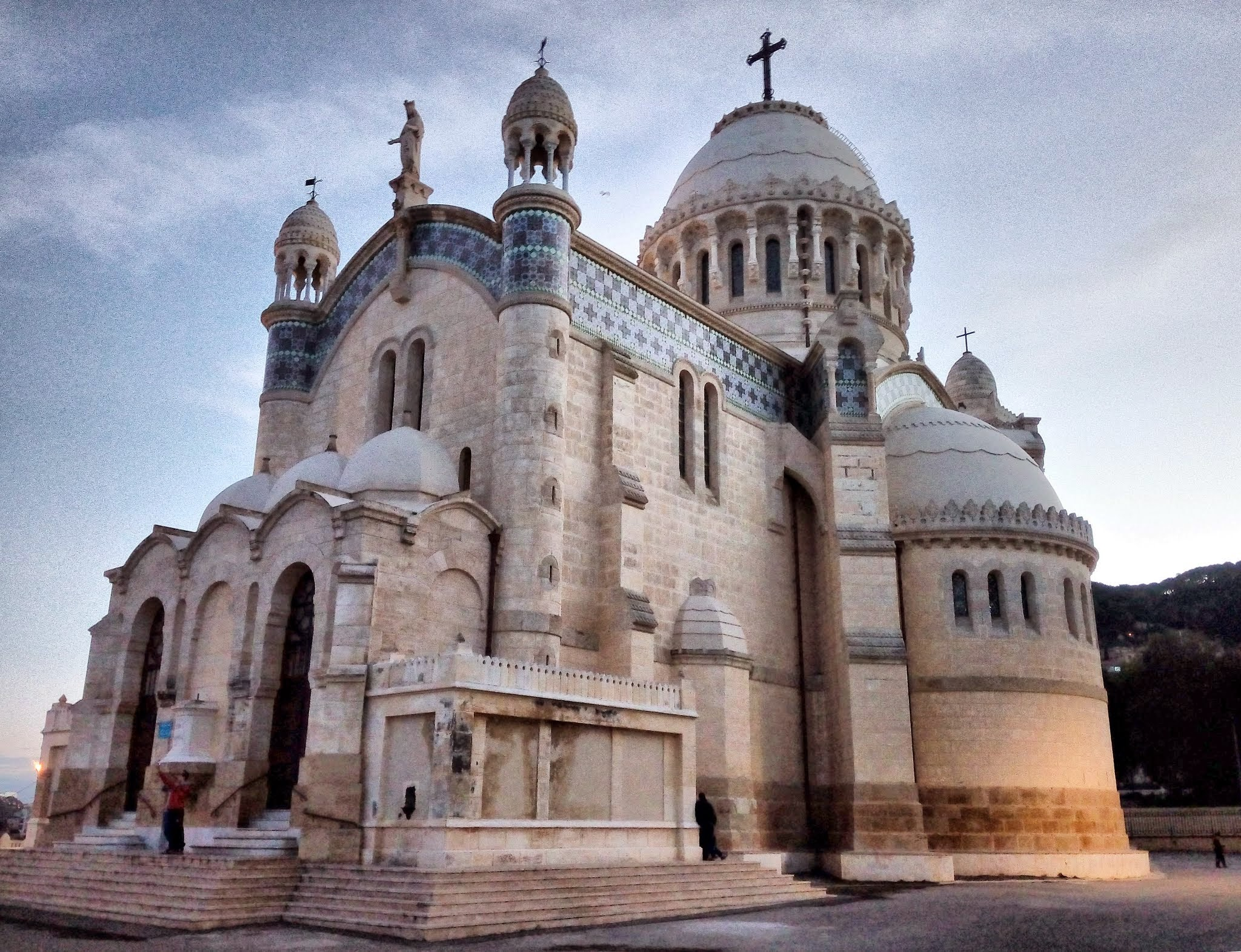
Iglesia de Nuestra Señora de África, Argel

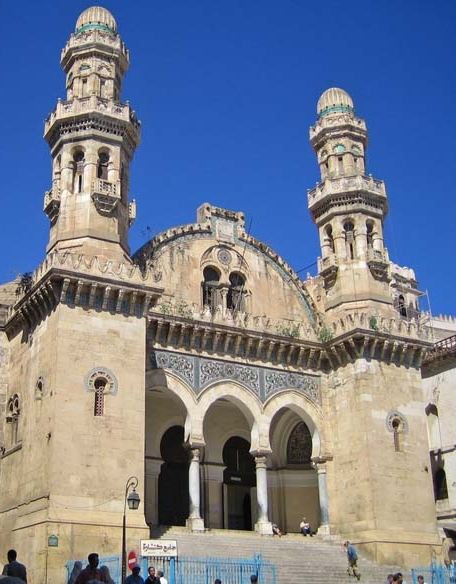
La Mezquita de Ketchaoua de Argel, utilizada como catedral dedicada a san Felipe entre 1832 y 1962

La arquidiócesis de Argel (en latín: Archidioecesis Algerien(sis), en árabe: أبرشية الجزائر‎ y en francés: Archidiocèse d'Alger) es una circunscripción eclesiástica metropolitana de rito latino de la Iglesia católica en Argelia. Desde el 27 de diciembre de 2021 su arzobispo electo es Jean-Paul Vesco, O.P.

## Territorio y organización
La arquidiócesis extiende su jurisdicción sobre los fieles católicos de rito latino residentes en las siguientes provincias de Argelia: Tizi Uzu, Bumerdés, Argel, Tipasa, Chlef, Tissemsilt, Aín Defla, Blida, Bouira, Médéa, y partes de las provincias de M'Sila, Djelfa y Tiaret.
La sede de la arquidiócesis está en la ciudad de Argel, en donde se encuentra la Catedral del Sagrado Corazón.
En 2018 el territorio estaba dividido en 10 parroquias.
Son sus sufragáneas las diócesis de Constantina y de Orán.

## Historia
La diócesis de Icosio, nombre romano de la ciudad de Argel, fue erigida en el siglo II. En Mauritania Cesariense, como en todo el Imperio romano, los cristianos fueron perseguidos. 
Los vándalos se apoderaron de Numidia en 432, luego de Cartago en 439, formando el Reino Vándalo y llevando consigo el arrianismo. Los testimonios de cronistas cristianos, como el bereber Víctor de Vita, Quodvultdeus de Cartago, Procopio de Cesarea y Próspero de Aquitania, denunciaron la represión religiosa de los reyes vándalos. La persecución anticatólica se concentró en el África proconsular (norte de la actual Túnez), mientras que en el resto del reino vándalo las medidas represivas fueron puntuales y se limitaron a la expulsión de obispos. La única excepción fue en 483-484 cuando el rey Hunerico intentó imponer el arrianismo en todo su reino mediante una política de terror, ejecutando a clérigos y rebautizando a los cristianos bereberes según el credo arriano. La muerte de Hunerico en 484 puso fin a esta persecución y restableció una semitolerancia fuera de la zona arriana del África proconsular. 
Un siglo más tarde, el emperador bizantino Justiniano I derrotó a los vándalos y reconquistó Argel en 534. La arquidiócesis fue conquistada por los ejércitos musulmanes en 710 tras la conquista musulmana del Magreb y desapareció durante la Edad Media.
En 1632 se establecieron misiones católicas inicialmente dependientes de la diócesis de Canarias. Posteriormente se erigió el vicariato apostólico de Argel o Iulia Caesarea.
El 12 de diciembre de 1772, con el breve Pro commissa del papa Clemente XIV, la misión de Túnez también fue confiada a los vicarios apostólicos de Argel.
Luego de la toma de Argel por Francia en 1830, en 1832 el Gobierno francés requisó la Mezquita de Ketchaoua en Argel para ser utilizada como catedral católica dedicada a san Felipe.
El 10 de agosto de 1838 el vicariato apostólico fue elevado a diócesis con la bula Singulari divinae del papa Gregorio XVI. Originalmente era sufragánea de la arquidiócesis de Aix.
El 25 de julio de 1866, como resultado de la bula Catholicae Ecclesiae del papa Pío IX, cedió partes de su territorio para la erección de las diócesis de Constantina y de Orán y al mismo tiempo fue elevada al rango de arquidiócesis metropolitana, restringiéndose su territorio al departamento de Argel en la Argelia francesa.
El 23 de noviembre de 1960, con la carta apostólica Praefervidum erga, el papa Juan XXIII proclamó a la Santísima Virgen María Señora de África (Beata Maria Virgo Afrorum Domina), en francés Notre-Dame d'Afrique, patrona principal de la arquidiócesis.
A partir de la independencia de Argelia en 1962, la población franco-católica del país (pieds-noirs) emigró masivamente a Francia. El Gobierno argelino y el arzobispo de Argel anunciaron mediante una declaración pública común, como un «regalo de amistad libremente consentido por la Iglesia en nombre de los cristianos de Argelia» la transferencia de la Catedral de San Felipe a la comunidad musulmana de Argel. La primera oración solemne del viernes se celebró el 2 de noviembre de 1962 y se realizó sobre una cripta que conserva las tumbas de obispos.

## Episcopologio

### Vicarios apostólicos
- Philippe le Vacher, C.M. † (1651-17 de julio de 1662 renunció)
- Benjamin Huguier, C.M. † (1662-abril de 1663 falleció)
  - Sede vacante (1663-1668)
- Jean le Vacher, C.M. † (23 de mayo de 1668[7] -29 de julio de 1683 falleció)
- Michel de Montmasson, C.M. † (8 de enero de 1685-5 de julio de 1688 falleció)
- José Gianola, O.SS.T. † (1690-1693)
- Yves Laurence, C.M. † (septiembre de 1693-11 de marzo de 1705)
- Lambert Duchêne, C.M. † (1705-diciembre de 1736)
- Pierre Favoux, C.M. † (1737-15 de julio de 1740)
- Adrien Poissant, C.M. † (22 de julio de 1740-1 de junio de 1741)
- Charles-Marie-Gabriel Poirier du Burgh, C.M. † (junio de 1741-julio de 1743 falleció)
- Adrien Poissant, C.M. † (julio de 1743-3 de agosto de 1746) (por segunda vez)
- Arnoult Bossu, C.M. † (3 de agosto de 1746-1757)
- Théodore Groiselle, C.M. † (30 de noviembre de 1757-5 de septiembre de 1763)
- Charles la Pie de Savigny, C.M. † (5 de septiembre de 1763-abril de 1765)
- Philippe Joseph Le Roy, C.M. † (abril de 1765-1772 renunció)
- Charles la Pie de Savigny, C.M. † (1772-abril de 1773) (por segunda vez)
- Pierre François Viguier, C.M. † (abril de 1773-28 de mayo de 1778)
- Charles Cosson, C.M. † (20 de octubre de 1778-11 de febrero de 1782)
- Michel Ferrand, C.M. † (20 de marzo de 1782-2 de mayo de 1784)
- Jean-Alasia Erat, C.M. † (20 de enero de 1785-5 de abril de 1798)
- Jean-Claude Vicherat, C.M. † (1798-1802 renunció)
  - Sede vacante (1802-1823)
- Jean-François Chossat, C.M. † (marzo de 1823-junio de 1825)
- Jean-Louis Solignac, C.M. † (1825-1827)
  - Sede vacante (1827-1838)

### Obispos y arzobispos
- Antoine-Louis-Adolphe Dupuch † (25 de agosto de 1838-16 de marzo de 1846 renunció)
- Louis-Antoine-Augustin Pavy † (16 de abril de 1846-16 de noviembre de 1866 falleció)
- Charles-Martial-Allemand Lavigerie † (12 de enero de 1867-26 de noviembre de 1892 renunció)
- Prosper Auguste Dusserre † (26 de noviembre de 1892 por sucesión-30 de diciembre de 1897 falleció)
- Fédéric-Henri Oury † (8 de julio de 1898-15 de diciembre de 1907 renunció[8])
- Barthélemy Clément Combes † (22 de enero de 1909-2 de enero de 1917 renunció)
- Auguste-Fernand Leynaud † (2 de enero de 1917-5 de agosto de 1953 falleció)
- Léon-Etienne Duval † (3 de febrero de 1954-19 de abril de 1988 retirado)
- Henri Antoine Marie Teissier † (19 de abril de 1988-24 de mayo de 2008 retirado)
- Ghaleb Moussa Abdalla Bader (24 de mayo de 2008-23 de mayo de 2015 nombrado nuncio apostólico en Pakistán[9])
- Paul Jacques Marie Desfarges, S.I. (24 de diciembre de 2016-27 de diciembre de 2021 retirado)[10]
- Jean-Paul Vesco, O.P., desde el 27 de diciembre de 2021

## Estadísticas
De acuerdo al Anuario Pontificio 2019 la arquidiócesis tenía a fines de 2018 un total de 4000 fieles bautizados.
| Año                                                                             | Población            | Población  | Población      | Sacerdotes | Sacerdotes    | Sacerdotes    | Bautizados por sacerdote | Diáconos permanentes | Religiosos | Religiosos | Parroquias |
| Año                                                                             | Bautizados católicos | Total      | % de católicos | Total      | Clero secular | Clero regular | Bautizados por sacerdote | Diáconos permanentes | Varones    | Mujeres    | Parroquias |
| ------------------------------------------------------------------------------- | -------------------- | ---------- | -------------- | ---------- | ------------- | ------------- | ------------------------ | -------------------- | ---------- | ---------- | ---------- |
| 1949                                                                            | 330 000              | 2 765 000  | 11.9           | 321        | 150           | 171           | 1028                     |                      | 171        | 892        | 146        |
| 1959                                                                            | 350 000              | 3 200 000  | 10.9           | 351        | 197           | 154           | 997                      |                      | 212        | 1043       | 152        |
| 1970                                                                            | 50 000               | 4 477 441  | 1.1            | 182        | 89            | 93            | 274                      | 1                    | 128        | 711        | 52         |
| 1980                                                                            | 35 000               | 6 718 000  | 0.5            | 107        | 54            | 53            | 327                      | 2                    | 67         | 276        | 46         |
| 1988                                                                            | 28 000               | 9 100 000  | 0.3            | 97         | 59            | 38            | 288                      | 2                    | 50         | 205        | 35         |
| 1999                                                                            | 1250                 | 11 800 000 | 0.0            | 41         | 15            | 26            | 30                       | 1                    | 31         | 67         | 14         |
| 2000                                                                            | 1150                 | 12 300 000 | 0.0            | 47         | 18            | 29            | 24                       | 1                    | 35         | 68         | 15         |
| 2001                                                                            | 1250                 | 13 500 000 | 0.0            | 48         | 18            | 30            | 26                       | 1                    | 36         | 68         | 15         |
| 2002                                                                            | 1500                 | 9 000      | 0.0            | 45         | 18            | 27            | 33                       | 1                    | 33         | 71         | 15         |
| 2003                                                                            | 1500                 | 9 002 500  | 0.0            | 43         | 18            | 25            | 34                       | 1                    | 32         | 71         | 15         |
| 2004                                                                            | 1500                 | 9 002 000  | 0.0            | 36         | 17            | 19            | 41                       | 1                    | 25         | 74         | 13         |
| 2004                                                                            | 1500                 | 9 502 000  | 0.0            | 45         | 18            | 27            | 33                       | 1                    | 39         | 71         | 16         |
| 2006                                                                            | 1500                 | 9 502 000  | 0.0            | 45         | 18            | 27            | 33                       | 1                    | 39         | 71         | 16         |
| 2007                                                                            | 3000                 | 9 663 000  | 0.0            | 41         | 20            | 21            | 73                       | 2                    | 27         | 73         | 15         |
| 2010                                                                            | 2542                 | 10 181 000 | 0.0            | 53         | 31            | 22            | 48                       | 1                    | 29         | 73         | 15         |
| 2012                                                                            | 1530                 | 10 585 000 | 0.0            | 32         | 8             | 24            | 47                       |                      | 30         | 67         | 14         |
| 2015                                                                            | 1500                 | 11 266 000 | 0.0            | 36         | 6             | 30            | 41                       |                      | 37         | 63         | 10         |
| 2018                                                                            | 4000                 | 11 751 000 | 0.0            | 36         | 15            | 21            | 111                      |                      | 24         | 47         | 10         |
| 2020                                                                            | 4090                 | 12 249 800 | 0.0            | 32         | 10            | 22            | 127                      |                      | 26         | 52         | 9          |
| 2022                                                                            | 4000                 | 12 470 000 | 0.0            | 35         | 9             | 26            | 114                      |                      | 32         | 55         | 9          |
| 2023                                                                            | 4072                 | 12 694 460 | 0.0            | 27         | 7             | 20            | 150                      |                      | 27         | 50         | 9          |
| Fuente: Catholic-Hierarchy, que a su vez toma los datos del Anuario Pontificio. |                      |            |                |            |               |               |                          |                      |            |            |            |